# タニア・グナディ
タニア・グナディ（Tania Gunadi, 1983年7月29日 - ）は、インドネシア バンドンで生まれ、アメリカ合衆国で活躍する女優である。

## 出演作品

### テレビ
- アーロン・ストーン（エマ）
- カーズ・オン・ザ・ロード（リサ）
- フィラデルフィアは今日も晴れ
- 超ロボット生命体 トランスフォーマー プライム（ミコ・ナカダイ）